# Joseph vendu par ses frères
Joseph vendu par ses frères è un cortometraggio del 1904 diretto da Vincent Lorant-Heilbronn.

## Trama
Scena biblica in 5 dipinti:
1. Venduto dai suoi fratelli.
2. In cattività.
3. Tentato dalla moglie di Potifar.
4. Interpretazione dei sogni del faraone.
5. Giuseppe esaltato. - Apoteosi.